# Ливадийский дворец
Ливади́йский дворе́ц — бывшая южная резиденция российских императоров, расположенная на берегу Чёрного моря в посёлке Ливадия в Ялтинском регионе Крыма в 3 км от Ялты.
Дворец был возведён в лёгком «итальянском» стиле в начале XX века по проекту и под руководством Н. П. Краснова. Соперничает с Воронцовским дворцом за звание «самой роскошной резиденции Крыма». Место проведения Ялтинской конференции союзников, определившей контуры послевоенного устройства мира.

## История
В 1834 году Ливадия (греч. «полянка, лужайка») была куплена у командира греческого Балаклавского батальона Ф. Ревелиотти графом Л. С. Потоцким. В имении Потоцкого по проекту Ф. Ф. Эльсона был построен господский дом, оранжереи, а также заложен ландшафтный парк.

### Первая императорская резиденция

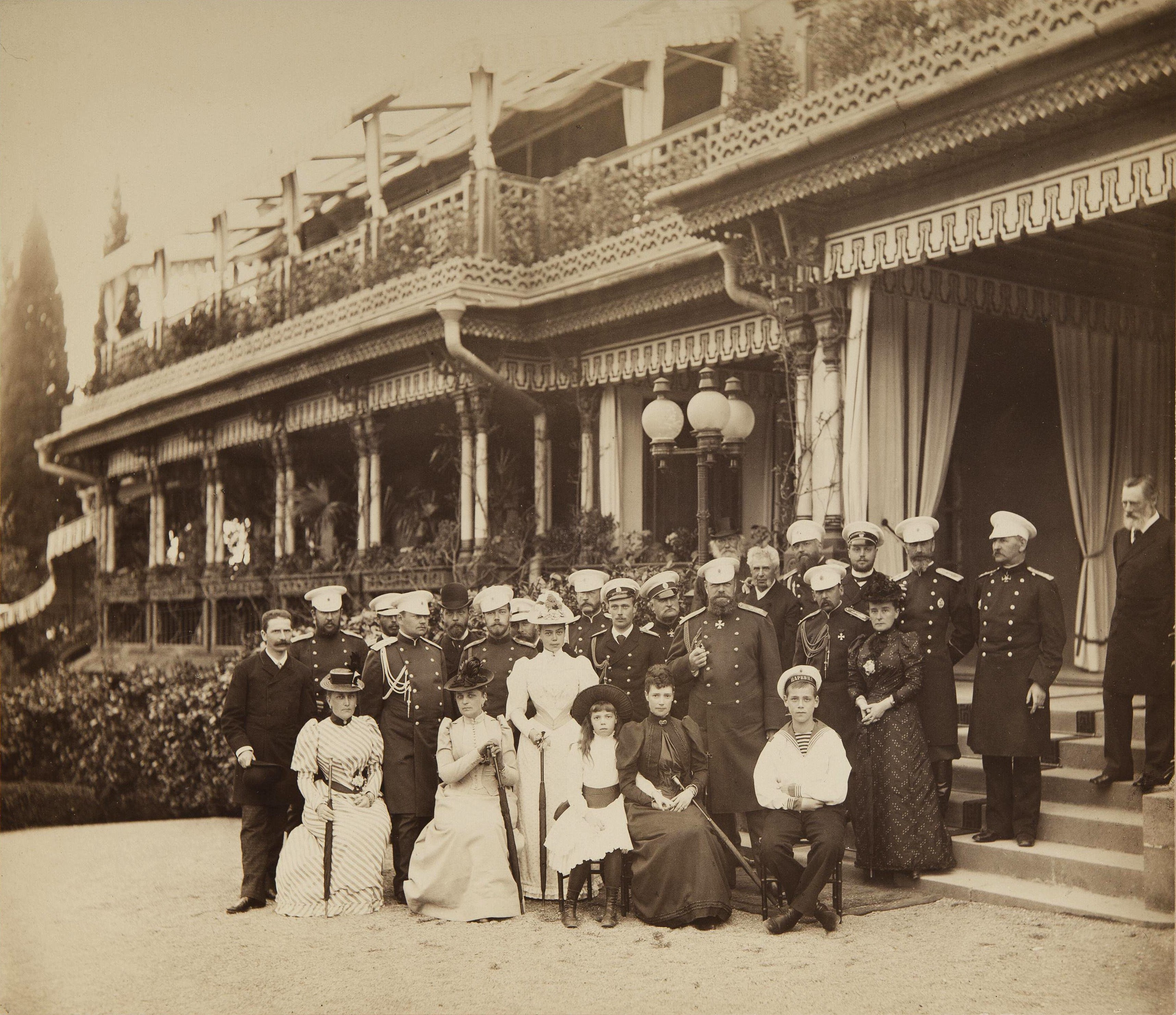
Ливадия. Император Александр III с семьёй и свитой. 1894

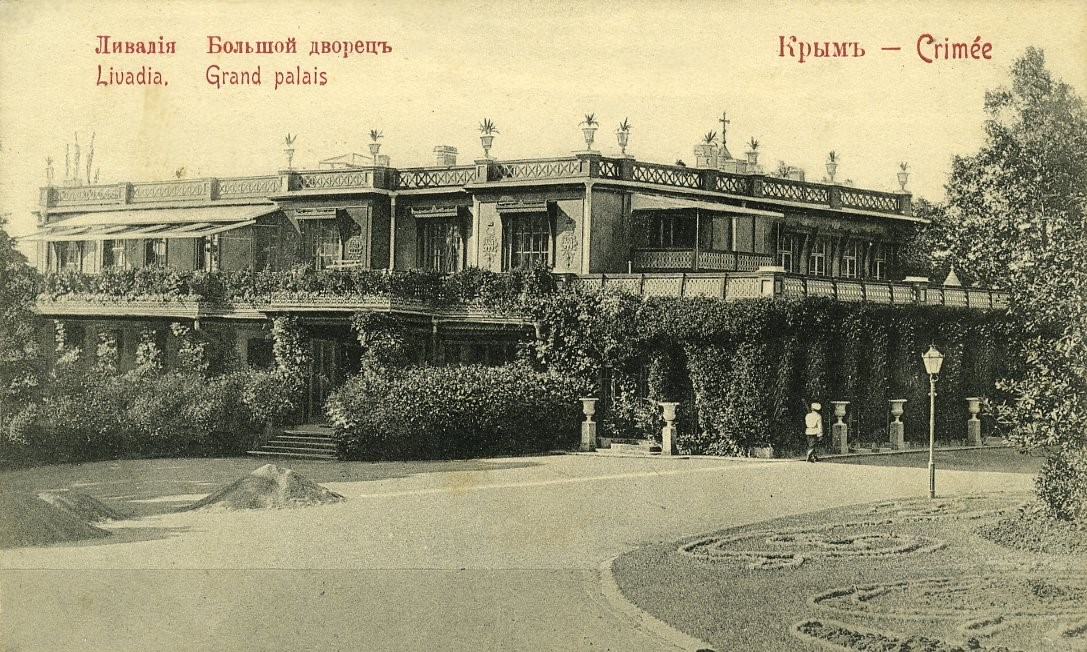
Ливадия. Большой императорский дворец (до перестройки в 1910 году)

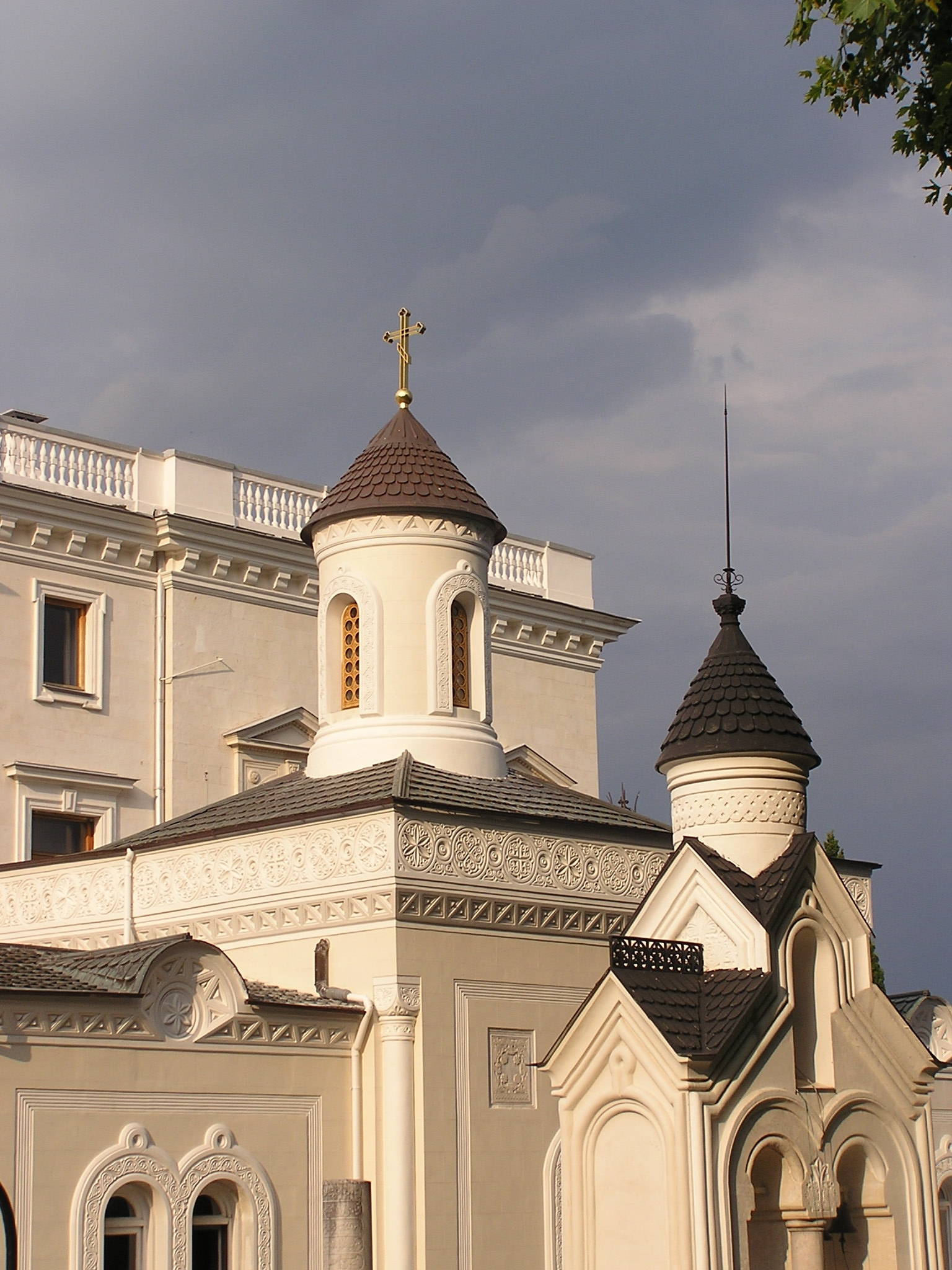
Крестовоздвиженская домовая церковь. 1863 г. Архитектор И. А. Монигетти

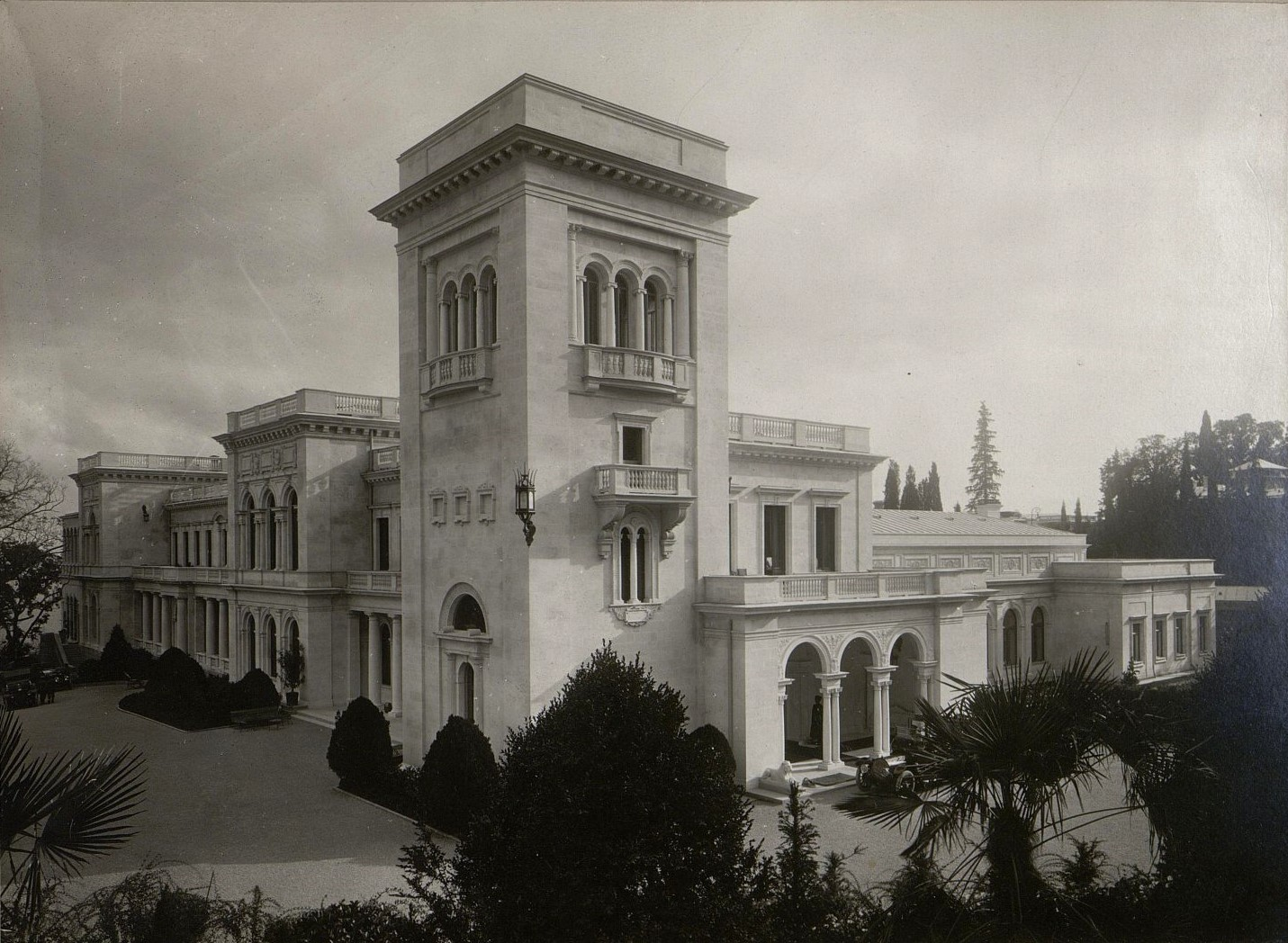
Большой Ливадийский дворец (обновлённый). 1911

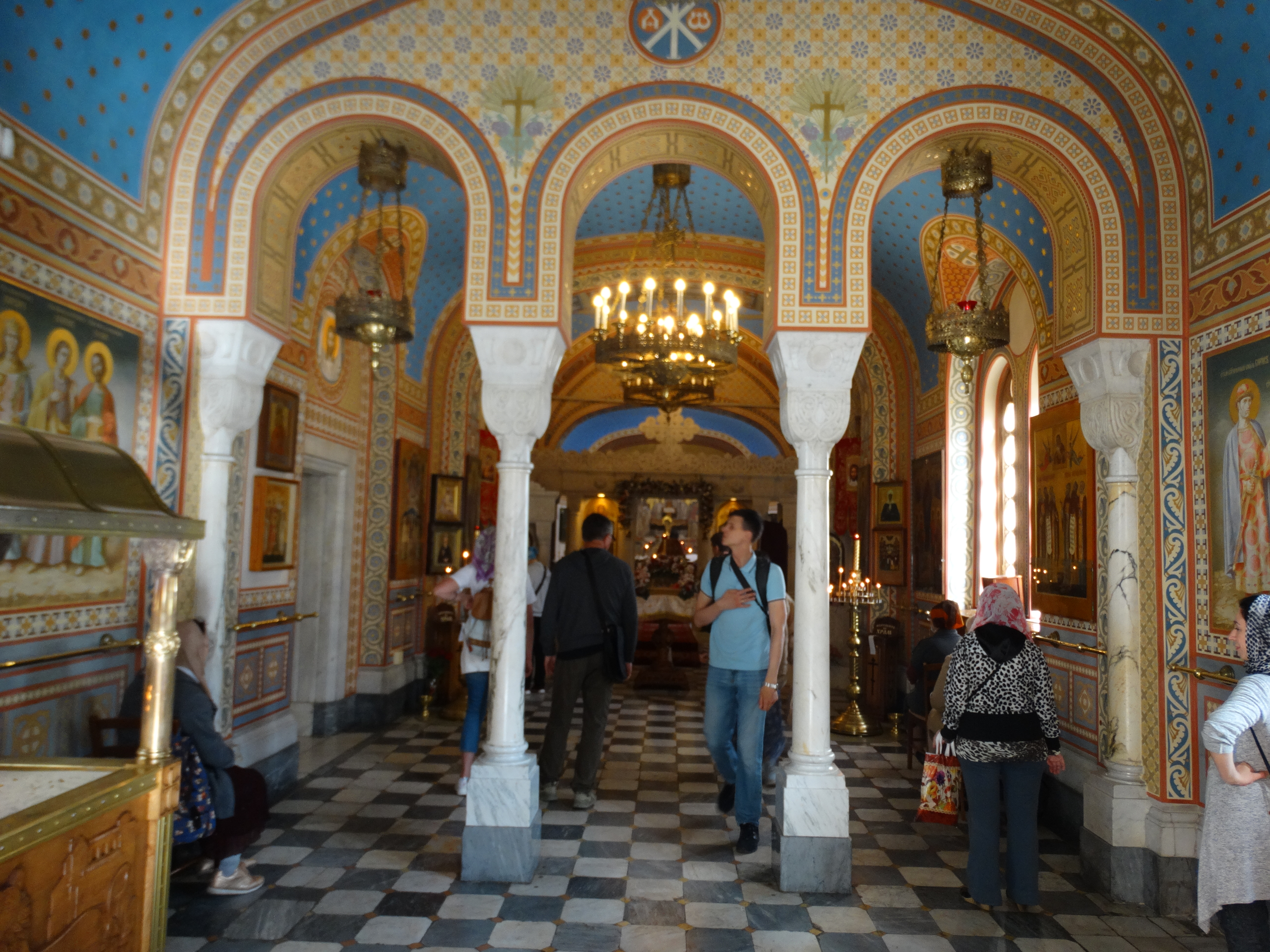
Крестовоздвиженская домовая церковь. Внутренний вид

С 1861 года Ливадийское имение стало летней резиденцией императора Александра II и императорской семьи. По проекту И. А. Монигетти дом графа Потоцкого был перестроен и стал Большим императорским дворцом, также рядом были построены: Дворец наследника (Малый дворец), Свитский дом и кухня. Стройка продолжалась с 1862 по 1866 годы. Всего Монигетти перестроил и возвёл около 70-ти различных построек.
Рядом с Большим дворцом была построена Крестовоздвиженская церковь. Архитектором ливадийской резиденции с 1871 года служил архитектор А. Г. Венсан, которым были возведены дача «Эриклик», звонница Крестовоздвиженской церкви (по проекту Д. И. Грима), Рущукская колонна, Вознесенская церковь в Ливадии и другие постройки. С 1877 по 1881 год архитектором Ливадийского имения был Ф. М. Барч.
21 сентября 1894 года царская семья прибыла в Ливадийский дворец. В октябре того же года в Ливадии в Малом дворце скончался государь Александр III. Позже принятие присяги на верность Российскому престолу нового царя Николая ΙΙ прошло в местной Крестовоздвиженской церкви.

### Вторая императорская резиденция
В 1911 году по проекту ялтинского архитектора Николая Краснова для императора Николая II был построен новый Белый дворец. Строительством дворца руководил Владимир Качалов, камергер Высочайшего Двора и управляющий царскими имениями в Крыму. Он же встречал императорскую семью «хлебом и солью» у входа во дворец по окончании строительства.
По некоторым данным, император Николай II потратил на дворец около 4 млн золотых рублей. Одним из помощников Краснова стал молодой человек по имени Александр Ротач, который впоследствии стал знаменитым художником и реставратором.
В период между 1902—1916 годы в Ливадии были построены дворец министра двора барона Владимира Фредерикса, Свитский (Пажеский) корпус и целый ряд других построек. Большой дворец (который был признан аварийным к 1909 году) был разобран в 1910 году, а на его месте в 1910—1911 годах был построен Белый дворец, сохранившийся до наших дней, где жил император Николай II с семьёй. 23 апреля 1910 года было освящено основание нового дворца. Новый дворец состоял из 116 отдельных помещений, имел 4 двора и ряд пристроек. Дворец построили в стиле итальянского возрождения из местного белого инкерманского камня, поэтому дворец получил название — «Белый». Чтобы камень долго не портился внешнюю поверхность дворцовых стен покрыли специальным химическим составом. Также на месте строительства были произведены дренажные работы по отводу подземных вод. Современная система железобетонных перекрытий позволила предотвратить разрушение дворца от сильного землетрясения 1927 года. Рядом была построена электростанция, вырабатывающая электроэнергию для всего имения (ныне в этом здании находится органный зал). В здании было сделано сразу 2 вида отопления: камины и центральное водяное отопление. Имение было телефонизировано, кроме того в Большом дворце был устроен лифт.
Малый дворец (в котором скончался Александр III в 1894 году) был уничтожен в годы Великой Отечественной войны.
В соответствии со статьёй 412 (по продолжению) тома X части 1 Свода законов Российской империи, Ливадия являлась дворцовым имуществом Императорского Дома, составляла личную собственность особ Императорского Дома и могла быть завещаема и делима по частям.

### Гражданская война в России
После свержения большевиками Временного правительства на территории Ливадийского дворца расположились органы министерства земледелия. 30 апреля 1918 года в Ливадию вступили германские войска, сразу же приступившие к разграблению дворца. В ноябре того же года при поддержке союзников её заняли белогвардейцы.

### Советский период
В 1925 году в бывшем царском дворце был открыт санаторий для крестьян, в 1931 году преобразованный в климатический лечебный комбинат. В 1927 году дворец посетил В. В. Маяковский, в 1928 году — М. Горький.
Во время Великой Отечественной войны здесь состоялась церемония успешного завершения немецкой Крымской кампании (1941–1942) взятием Севастополя немецкой 11-й армией под командованием генерала Эриха фон Манштейна и присвоения Манштейну звания фельдмаршала. Церемония проводилась 6 июля 1942 года в саду Ливадийского дворца. Среди участников были офицеры, унтер-офицеры и солдаты, награжденные Немецким рыцарским крестом и Немецким крестом в золоте.

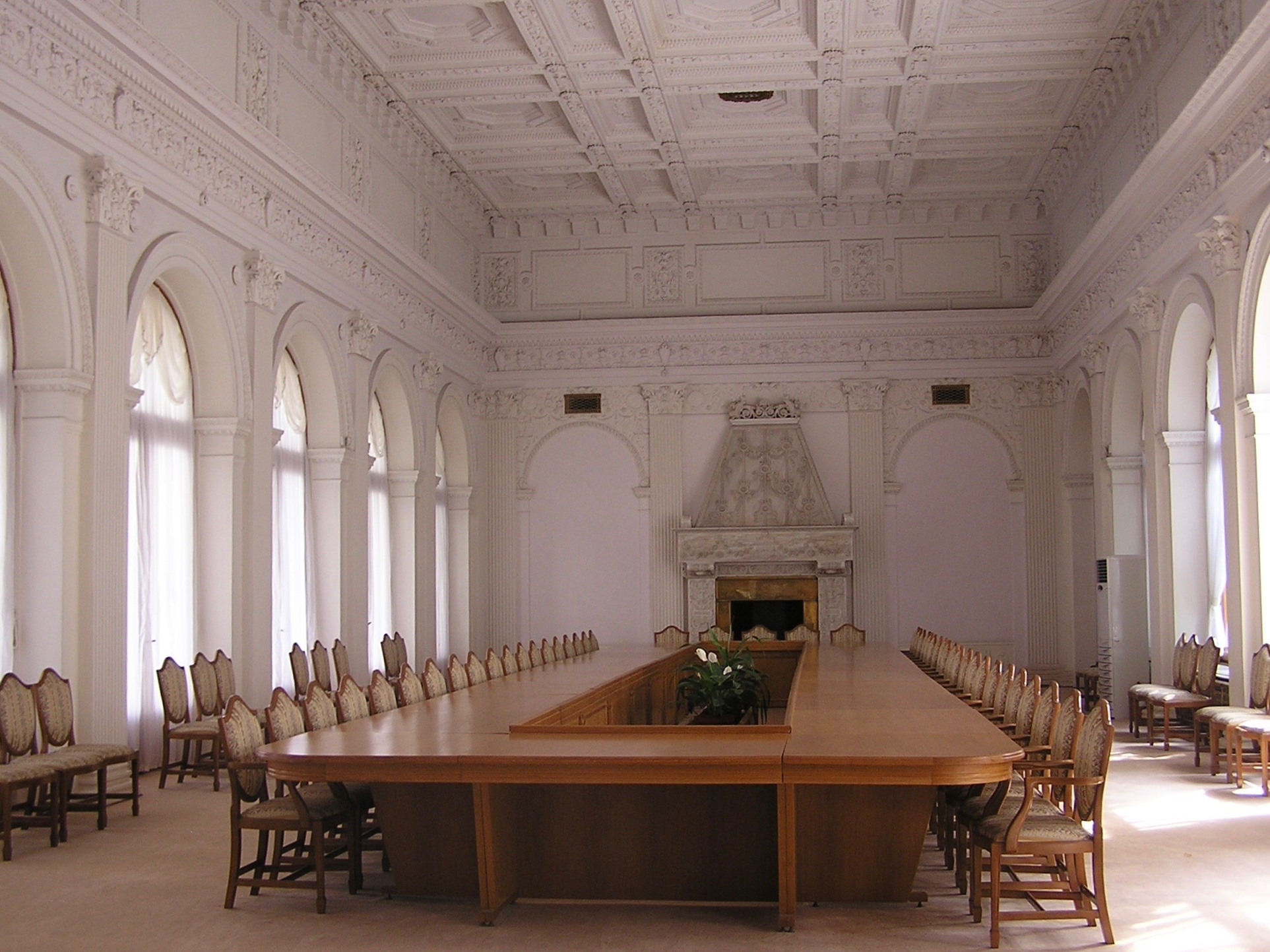
Белый зал. Место проведения пленарных заседаний Крымской конференции

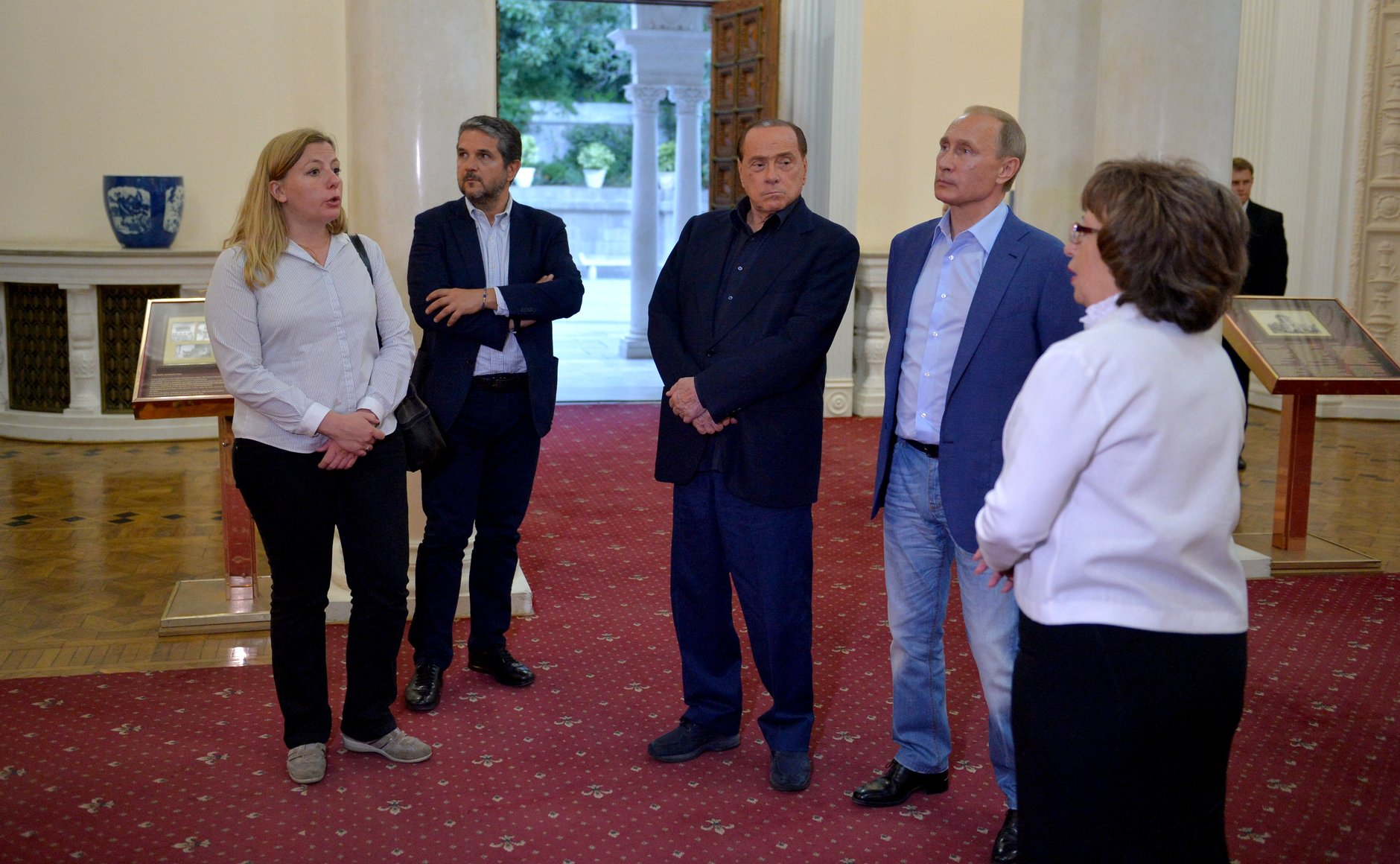
Владимир Путин и Сильвио Берлускони во время осмотра дворца, сентябрь 2015

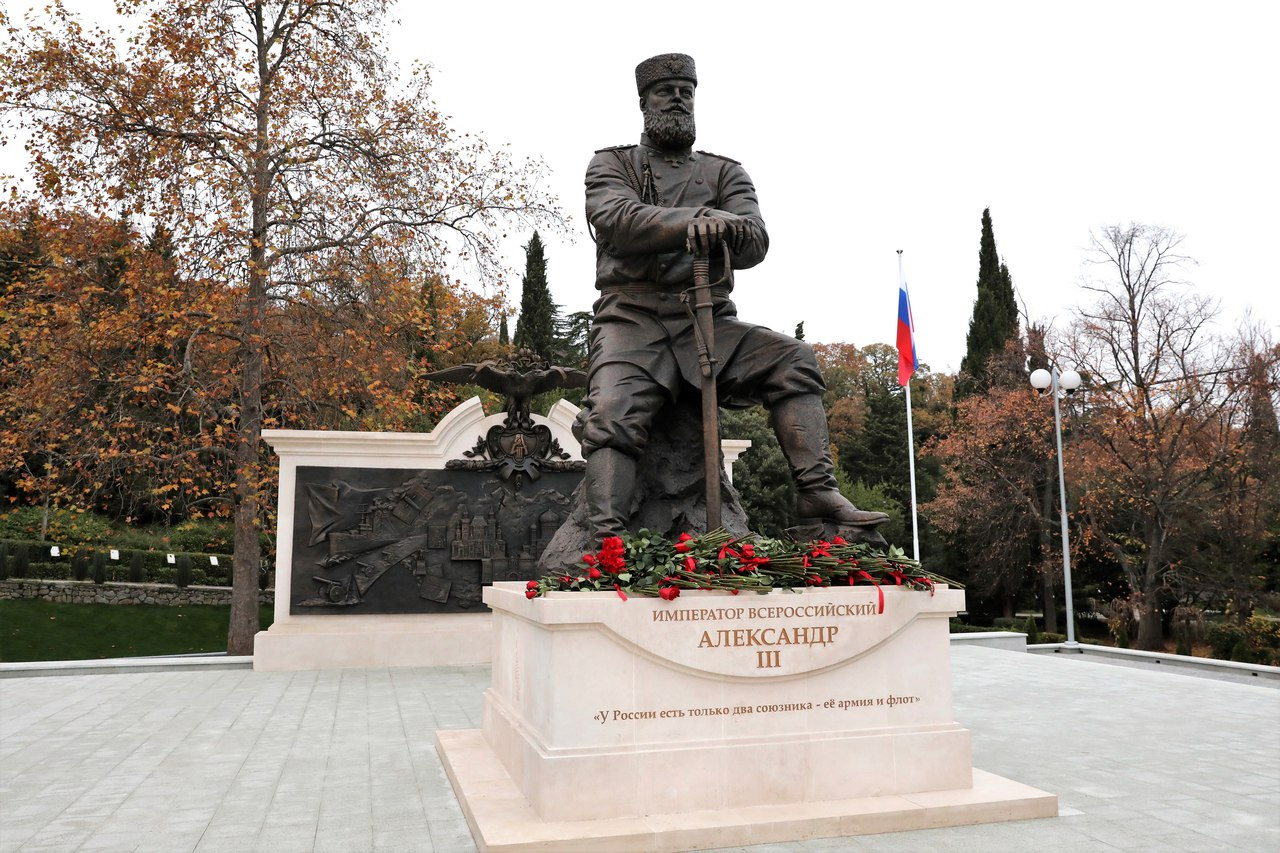
Памятник Александру III (на месте Малого дворца)

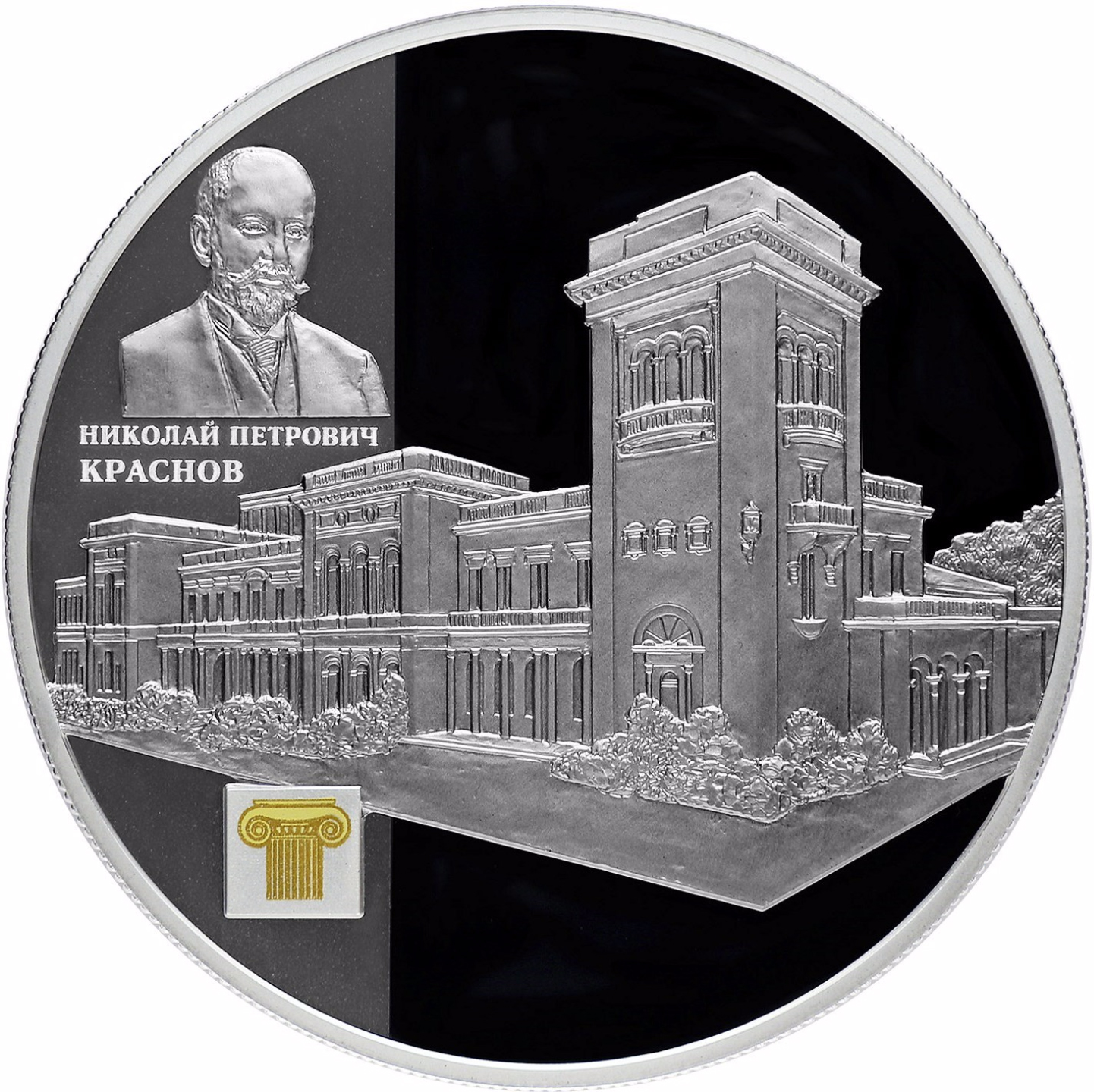
Памятная монета 25 рублей, 2015, серебро

С 4 по 11 февраля 1945 года в Ливадийском дворце проходила Ялтинская конференция руководителей 3 союзных держав: СССР, США, Великобритании (И. В. Сталин, Ф. Д. Рузвельт, У. Черчилль), а также проживала американская делегация во главе с президентом Рузвельтом.  На ней лидеры договорились о вступлении Советского Союза в войну против милитаристской Японии летом 1945 года. В ночь с 8 на 9 мая Германия капитулировала. 8 августа 1945 г. советские войска перешли в наступление в Маньчжурии и за 10 дней разгромили Квантунскую группировку.
В 1953 году был вновь открыт санаторий. 16 июля 1974 года по решению ВЦСПС и Центрального Совета по управлению курортами профсоюзов Ливадийский дворец был открыт для посетителей с 2 отделами: историко-мемориальным (размещённым в парадных залах дворца, где была открыта экспозиция «Крымская (Ялтинская) конференция 1945 года») и выставочным.

### Современный период
В 1993 году Ливадийский дворец получил статус музея. 16 июля 1994 года в бывших личных комнатах царской семьи на втором этаже дворца была размещена экспозиция «Романовы в Ливадии», рассказывающая о пребывании в Ливадийском имении 3 поколений российских императоров.
В настоящее время посетители дворца-музея могут познакомиться с 2 экспозициями. На первом этаже в парадных залах дворца размещена экспозиция, повествующая о ходе работы Ялтинской конференции 1945 года и о пребывании американской делегации во главе с президентом Ф. Д. Рузвельтом в Ливадийском дворце. На втором этаже дворца в личных комнатах семьи Николая ΙΙ экспозиция рассказывает о жизни и отдыхе в Ливадии российских царей и членов их семей.
В Белом зале дворца (месте, где проходили исторические заседания Ялтинской конференции 1945 года) регулярно проходят саммиты глав государств. С 2004 года в Ливадийском дворце проходили ежегодные встречи Ялтинской европейской стратегии (YES). С 2014 года встречи Ялтинской европейской стратегии проходят в Киеве.
В 2000-х годах активизировались оползневые процессы в районе дворцового комплекса, были повреждены ряд опорных стен, разрушены подземные коммуникации. В ряде комнат появились трещины. Это вызвало широкий резонанс в прессе. После проволочек было проведено финансирование ремонтных и противооползневых работ.
5 февраля 2015 года на территории дворцово-паркового ансамбля был открыт памятник И. В. Сталину, Ф. Д. Рузвельту и У. Черчиллю. Автором композиции является скульптор РФ Зураб Церетели.
19 мая 2015 года у главного входа в Ливадийский дворец был открыт памятник-бюст императору Николаю II . Он изготовлен по модели скульптора А. А. Апполонова из искусственного камня и бронзирован. Постамент — из мрамора.
18 ноября 2017 года в присутствии президента Российской Федерации Владимира Путина на территории парка Ливадийского дворца был открыт памятник императору Александру III (примерно на месте где стоял Малый дворец).

## Дворцово-парковый ансамбль
В состав Ливадийского дворцово-паркового ансамбля, помимо Большого дворца, входят: Свитский (Пажеский) корпус, дворец министра двора барона Фредерикса, дворцовая Крестовоздвиженская церковь, живописный парк с сохранившимися сооружениями (беседки, фонтаны) периода царского имения.

## Санаторий
В настоящее время в Ливадии расположены кардиологический санаторий «Ливадия» и один из парков Южного берега Крыма — Ливадийский парк (40 га), заложенный почти 160 лет назад.
В парке начинается терренкур — Солнечная (Царская) тропа протяжённостью около 7 км.

## Кинематография
В 1954 году киностудия «Мосфильм» проводила на территории Ливадийского дворца съёмки некоторых сцен из фильма «Мы с вами где-то встречались».
В 1955 году проходили съёмки одной из сцен фильма «Отелло», а также «Овода» (в Итальянском дворике) и «Двенадцатой ночи» (запечатлён Итальянский дворик, колокольня Крестовоздвиженской церкви, Ливадийский парк), в 1967 году — «Анны Карениной».
В 1968 году Одесская киностудия сняла фильм «Один шанс из тысячи», действие которого разворачивается в 1942 году в Крыму. Многие его сцены сняты в Ливадийском дворце.
В 1977 году Ливадийский дворец и парк были местом съёмок музыкальной комедии «Собака на сене» (киностудия «Ленфильм»).
В 1978 году дворец изображал «дворец губернатора» в фильме «Сокровища пылающих скал».
В 1982 году внутренний двор Ливадийского дворца были местом съёмок фрагмента фильма «Возвращение резидента» (Киностудия имени М. Горького).
В 2010 году дворец и парк были местом съёмки фрагмента одной из серий сериала «Сваты-4».